# Arrah
Arrah é um cidade no distrito de Purba Champaran, no estado indiano de Bihar.